# Línea 43 (Avanza Zaragoza)
La línea 43 es una línea regular diurna de Avanza Zaragoza. Realiza el recorrido comprendido entre el barrio del Actur, a la altura del WTC, y la Plaza Mayor del barrio rural de Juslibol en la ciudad de Zaragoza (España), sirviendo como lanzadera a la línea de tranvía. Anteriormente llegaba hasta el centro de la ciudad, con diferentes terminales a lo largo de la historia en Paseo Pamplona, Plaza Aragón y Coso
Tiene una frecuencia media de 30 minutos.

## Recorrido

### Sentido María Zambrano
Plaza Mayor, Zaragoza, Luciano Gracia, Gómez de Avellaneda, Jorge Guillén

### Sentido Juslibol
Jorge Guillén, María Zambrano, Luciano Gracia, Zaragoza, Plaza Mayor